# كأس الاتحاد الإنجليزي 1931–32
كأس الاتحاد الإنجليزي 1931–32 (بالإنجليزية: 1931–32 FA Cup)‏ هو الموسم 57 من  كأس الاتحاد الإنجليزي. الذي يشرف على تنظيمه الاتحاد الإنجليزي لكرة القدم، وفاز فيه نيوكاسل يونايتد.